# زگیل‌مارواران
زگیل‌مارواران (به لاتین: Acrochordoidea)، یک بالاخانواده از مارها است که تنها شامل یک خانواده موجود به نام زگیل‌ماران (Acrochordidae) و همچنین دو خانواده منقرض‌شده Nigerophiidae و Palaeophiidae است. اعضای این بالاخانواده عمدتاً در طبیعت آبزی هستند و برخی از گونه‌های آن در زیستگاه‌های دریایی یافت می‌شوند، مانند مارهای دریایی که از دور به هم وابسته هستند. اعضای Palaeophiidae و Nigerophiidae می‌توانند به‌طور باورنکردنی بزرگ شوند و برخی از گونه‌ها، مانند اعضای سرده Palaeophis، از بزرگ‌ترین مارهایی هستند که تا کنون وجود داشته‌اند.